# رابرت مینتون
رابرت مینتون (انگلیسی: Robert Minton; ۱۳ ژوئیهٔ ۱۹۰۴ – ۲ سپتامبر ۱۹۷۴)از برندگان مدال‌های بازی‌های المپیک زمستانی و  اهل ایالات متحده آمریکا بود.